# United States House Committee on Education and the Workforce

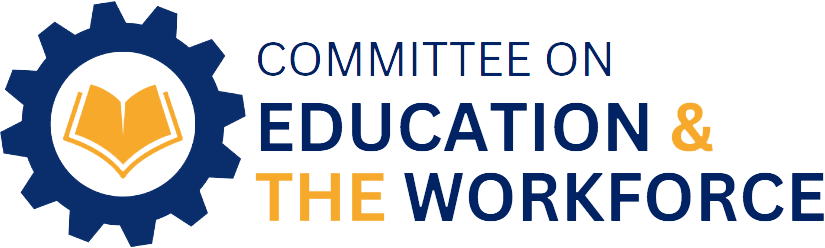
Logo des House Committee on Education and the Workforce

Das United States House Committee on Education and the Workforce (deutsch: Ausschuss für Bildung und Arbeitskräfte) ist ein ständiger Ausschuss des Repräsentantenhauses der Vereinigten Staaten. Der Ausschuss befasst sich mit Gesetzesentwürfen und Untersuchungen, in den Bereichen Bildung und Arbeitsverhältnissen in den Vereinigten Staaten. Derzeitige Vorsitzende ist Virginia Ann Foxx (R-NC), Oppositionsführer (Ranking Member) ist Robert Cortez Scott (D-VA).

## Geschichte
Der Ausschuss wurde in der Folge des amerikanischen Bürgerkriegs (Sezessionskrieg) am 21. März 1867 als Committee on Education and Labor gegründet. 1883 wurde das Committee on Education and the Workforce in zwei Ausschüsse aufgeteilt. Im Rahmen des Legislative Reorganization Act von 1947 wurden die Ausschüsse wieder vereint und erhielten den Namen Committee on Education and the Workforce. 2023 erhielt er seinen heutigen Namen zurück. Danach wurde jeweils mit den Mehrheitsverhältnissen der Name geändert, unter Demokratischer Mehrheit Education and Labor und bei Republikanischer Mehrheit Education and the Workforce.

## Mitglieder im 118. Kongress

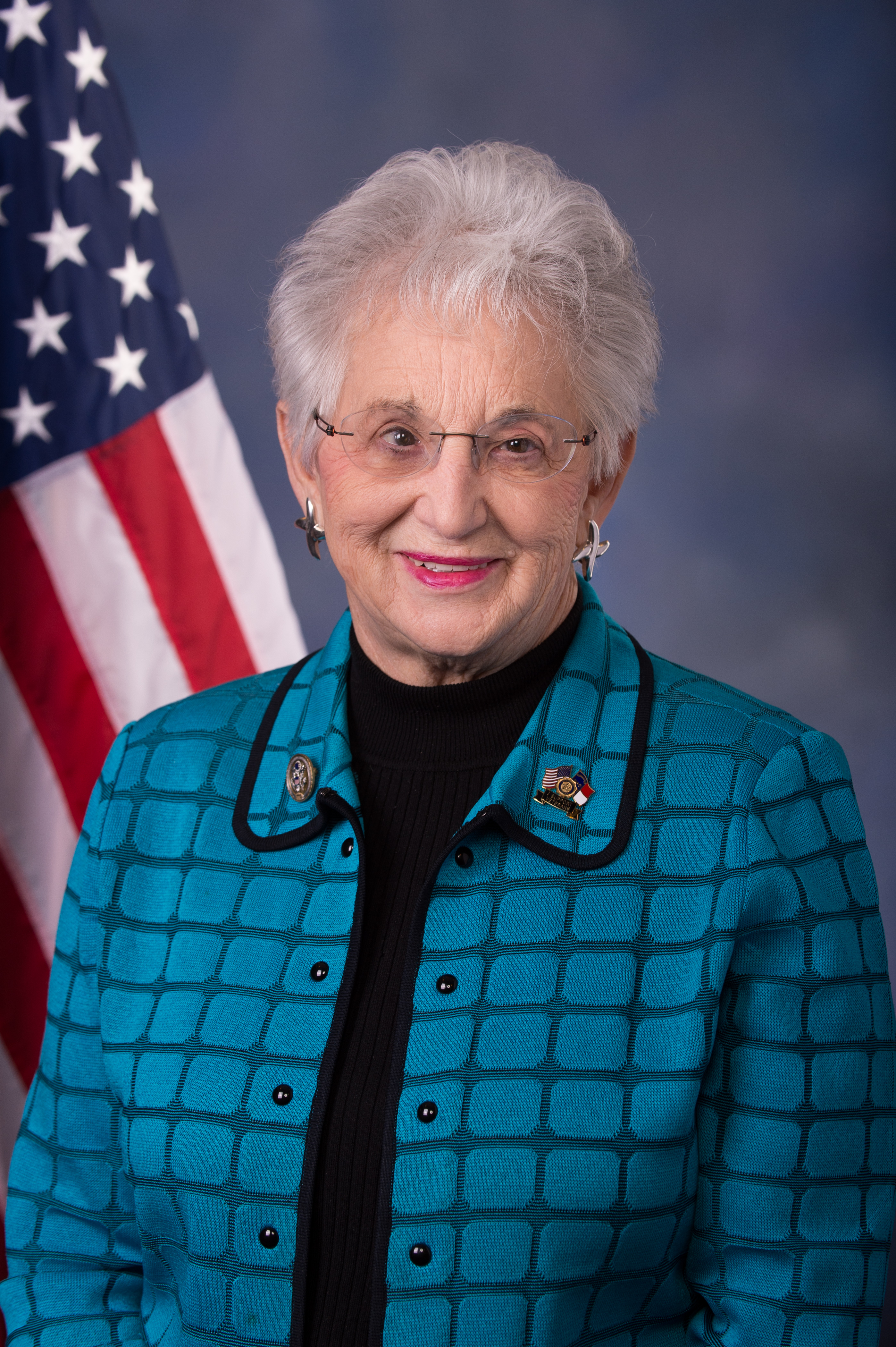
Virginia Ann Foxx, die derzeitige Vorsitzende des Ausschusses.

Im 118. Kongress besteht der Ausschuss aus 25 Republikanern und 20 Demokraten. Es gibt derzeit vier Unterausschüsse.
| Republikaner | Demokraten |
| --- | --- |
| - Virginia Ann Foxx, Chairwoman - Addison Graves Wilson Sr. - Glenn William Thompson Jr. - Timothy Lee Walberg - Glenn S. Grothman - Elise Marie Stefanik - Richard Wayne Allen - James Edward Banks - James Richardson Comer Jr. - Lloyd Kenneth Smucker - Clarence Burgess Owens - Robert George Good - Lisa Carmella McClain - Mary E. Miller - Michelle Eunjoo Park Steel - Ronald Gene Estes - Julia Janelle Letlow - Kevin Patrick Kiley - Aaron Paul Bean - Eric Wayne Burlison - Nathaniel Quentin Moran - John Edward James - Lori Michelle Chavez-DeRemer - Brandon McDonald Williams - Erin Suzanne Houchin | - Robert Cortez Scott, Ranking member - Raúl Manuel Grijalva - Joseph Darren Courtney - Gregorio Kilili Camacho Sablan - Frederica Smith Wilson - Suzanne Marie Bonamici - Mark Allan Takano - Alma Shealey Adams - Mark James DeSaulnier - Donald W. Norcross - Pramila Jayapal - Susan Ellis Wild - Lucia Kay McBath - Jahana Flemming Hayes - Ilhan Abdullahi Omar - Haley Maria Stevens - Teresa Isabel Leger Fernandez - Kathy Ellen Manning - Frank John Mrvan - Jamaal Anthony Bowman |

### Unterausschüsse
| Subcommittee                                         | Übersetzung                                              | Chair (Vorsitz)        | Ranking Member         |
| ---------------------------------------------------- | -------------------------------------------------------- | ---------------------- | ---------------------- |
| Early Childhood, Elementary, and Secondary Education | Frühkindliche-, Grund- und Sekundarbildung               | Aaron Paul Bean        | Suzanne Marie Bonamici |
| Health, Employment, Labor, and Pensions              | Gesundheit, Beschäftigungsverhältnisse, Arbeit und Rente | Robert George Good     | Mark James DeSaulnier  |
| Higher Education and Workforce Investment            | Höhere Bildung und Investitionen in Arbeitskräfte        | Clarence Burgess Owens | Frederica Smith Wilson |
| Workforce Protections                                | Arbeitnehmerschutz                                       | Kevin Patrick Kiley    | Alma Shealey Adams     |

## Mitglieder im 117. Kongress

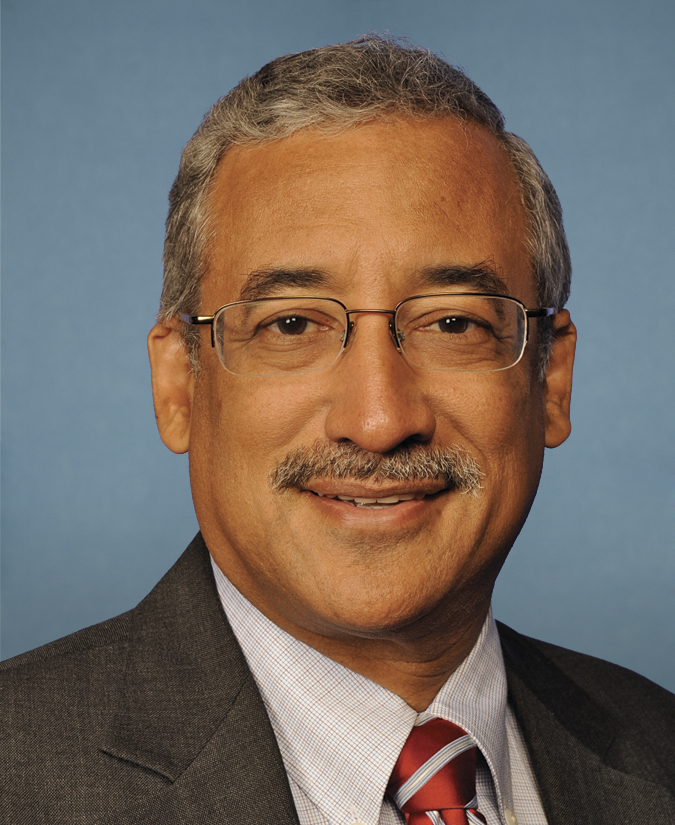
Robert Cortez Scott, der Vorsitzende des Ausschusses im 117. Kongress.

Im 117. Kongress bestand der Ausschuss aus 29 Demokraten und 24 Republikanern. Es gab fünf Unterausschüsse.
| Demokraten | Republikaner |
| --- | --- |
| - Robert Cortez Scott, Chairman - Raúl Manuel Grijalva - Joseph Darren Courtney - Gregorio Kilili Camacho Sablan - Frederica Smith Wilson - Suzanne Marie Bonamici - Mark Allan Takano - Alma Shealey Adams - Mark James DeSaulnier - Donald W. Norcross - Pramila Jayapal - Joseph D. Morelle - Susan Ellis Wild - Lucia Kay McBath - Jahana Flemming Hayes - Andrew Saul Levin - Ilhan Abdullahi Omar - Haley Maria Stevens - Teresa Isabel Leger Fernandez - Mondaire Jones - Kathy Ellen Manning - Frank John Mrvan - Jamaal Anthony Bowman, Vice Chairman - Sheila Cherfilus-McCormick - Mary Peltola - Mark William Pocan - Joaquín Castro - Rebecca Michelle Sherrill - John Allan Yarmuth - Adriano de Jesús Espaillat Cabral - Kweisi Mfume | - Virginia Ann Foxx, Ranking Member - Addison Graves Wilson Sr. - Glenn William Thompson Jr. - Timothy Lee Walberg - Glenn S. Grothman - Elise Marie Stefanik - Richard Wayne Allen - James Edward Banks - James Richardson Comer Jr. - Russell Mark Fulcher - Ronald Jack Wright - Frederick B. Keller - Mariannette Jane Miller-Meeks - Michelle Eunjoo Park Steel - Clarence Burgess Owens - Robert George Good - Lisa Carmella McClain - Marjorie Taylor Greene - Diana Lynn Harshbarger - Mary E. Miller - Victoria Spartz - Scott Lawrence Fitzgerald - David Madison Cawthorn - Kelly Michael Armstrong - Bradley Howard Finstad - Joseph Michael Sempolinski |

### Unterausschüsse
| Subcommittee                                         | Übersetzung                                              | Chair (Vorsitz)                | Ranking Member                |
| ---------------------------------------------------- | -------------------------------------------------------- | ------------------------------ | ----------------------------- |
| Civil Rights and Human Services                      | Bürgerrechte und Bildungs-Sozialleistungen               | Suzanne Marie Bonamici         | Russell Mark Fulcher          |
| Early Childhood, Elementary, and Secondary Education | Frühkindliche-, Grund- und Sekundarbildung               | Gregorio Kilili Camacho Sablan | Clarence Burgess Owens        |
| Health, Employment, Labor, and Pensions              | Gesundheit, Beschäftigungsverhältnisse, Arbeit und Rente | Mark James DeSaulnier          | Richard Wayne Allen           |
| Higher Education and Workforce Investment            | Höhere Bildung und Investitionen in Arbeitskräfte        | Frederica Smith Wilson         | Mariannette Jane Miller-Meeks |
| Workforce Protections                                | Arbeitnehmerschutz                                       | Alma Shealey Adams             | Frederick B. Keller           |